# Anne Cameron
Anne Cameron (* 20. August 1938 in Nanaimo, British Columbia, Kanada; † 30. November 2022) war eine kanadische Schriftstellerin, Dichterin und Drehbuchautorin, die ihre ersten Arbeiten unter dem Pseudonym Cam Hubert veröffentlicht hat.

## Leben
Anne Cameron wurde am 20. August 1938 in Nanaimo, British Columbia, als Tochter eines Kohlenminenarbeiters geboren. Auf halbem Weg zwischen dem Chinesenviertel und dem Indianerreservat wohnend, bezeichnete sie rückblickend die Welt der Bücher als ihren eigentlichen Zufluchtsort. Als Jugendliche schrieb sie ihre ersten Geschichten auf Toilettenpapier, bis ihre Mutter ihr eine Schreibmaschine schenkte. Bereits in jungen Jahren verheiratet und geschieden, holte sie ihren Schulabschluss nach und arbeitete in verschiedenen Berufen, wie zum Beispiel in der Telefonvermittlung oder als Arzthelferin. 
Ihre ersten Theaterstücke und Drehbücher veröffentlichte sie unter dem Pseudonym Cam Hubert. Ihr erstes Theaterstück Windigo, das auf einem dokumentarischen Gedicht basierte, war 1974 eines der ersten Theaterstücke, das den Rassismus gegenüber Indianern thematisierte und auch von einer indianischen Theatergruppe gespielt wurde.
Die bekennende Lesbierin lebte mit ihrer Partnerin in Tahsis, British Columbia. Zuvor wohnte sie in Powell River und verbrachte die meiste Zeit ihres Lebens auf Vancouver Island. Viele ihrer Bücher wurden von den Mythen und der Kultur der Indianer im Nordwesten Nordamerikas beeinflusst.

## Werke

### Drehbücher
- Ticket to Heaven (1981)
- Dreamspeaker
- Drying Up The Streets
- A Matter of Choice
- The Tin Flute (Adaptation eines Romans von Gabrielle Roy)
- Mistress Madeline
- Bomb Squad

### Fiction
- Dreamspeaker (1979)
- Daughters of Copper Woman (1981)
  - Auszug, in Deutsch: Töchter der Kupferfrau, in Kanada fürs Handgepäck. Geschichten und Berichte. Ein Kulturkompass. Reihe: Bücher fürs Handgepäck. Unions, Zürich 2010, 2018, S. 73–90
- The Journey (1982)
- Dzelarhons: Mythology of the Northwest Coast (1986)
- Child of Her People (1987)
- Stubby Amberchuk & The Holy Grail (1987)
- Tales of the Cairds (1989)
- Women, Kids & Huckleberry Wine (1989)
- South of an Unnamed Creek (1989)
- Bright's Crossing (1990)
- Escape to Beulah (1990)
- Kick the Can (1991)
- A Whole Brass Band (1992)
- Wedding Cakes, Rats and Rodeo Queens (1994)
- DeeJay & Betty (1994)
- The Whole Fam Damily (1995)
- Selkie (1996)
- Aftermath (1999)
- Those Lancasters (2000)
- Sarah's Children (2001)
- Hardscratch Row (2002)
- Family Resemblances (2003)
- Dahlia Cassidy (2004)

### Lyrik
- Earth Witch (1983)
- The Annie Poems (1987)

### Kinderbücher
- How Raven Freed the Moon (1985)
- How the Loon Lost her Voice (1985)
- Raven Returns the Water (1987)
- Orca's Song (1987)
- Lazy Boy (1988)
- Spider Woman (1988)
- Raven & Snipe (1991)
- Raven Goes Berrypicking (1991)
- The Gumboot Geese (1992)
- T'aal: The One Who Takes Bad Children (1998)
- The Most Beautiful Place in the World (1998)

## Auszeichnungen
- 1972 Alberta Poetry Competition
- 1973 Bliss Carman Award for Poetry, Banff School of Fine Arts
- 1973 Alberta Poetry Competition 1979 Gibson’s Literary Award
- 1979 Etrog for best Screenplay - Dreamspeaker
- 1981 Nominated Genie Award for Best Adapted Screenplay - Ticket to Heaven
- 1987 Gemini Award for Best Pay Television Dramatic Series-Mistress Madeline
- Nominated, Genie Award for Best Adapted Screenplay - Ticket to Heaven
- Winner of the 16th George Woodcock Lifetime Achievement Award.